# واين (إلينوي)
واين (بالإنجليزية: Wayne)‏ هي معلم جغرافي تقع في الولايات المتحدة في إلينوي. يقدر عدد سكانها بـ 2,431 نسمة .

## الموقع الجغرافي
الموقع الجغرافي للمناطق المحيطة بهذه النقطة هو كالتالي: